# Перелік ударів по житловій забудові під час російського вторгнення (жовтень 2024)
Удари по житловій забудові України під час російсько-української війни — воєнний злочин, скоєний російськими військовими під час повномасштабного військового вторгнення в Україну.
У переліку подано інформацію про удари по житловій та громадській забудові, а також обстріли відкритої території у яких відомо про цивільні втрати. Подано інформацію про атаки протягом жовтня 2024 року, яка була опублікована у відкритих джерелах.

## Загальна інформація
Згідно моніторингової місії ООН з прав людини в Україні відомо про 197 загиблих цивільних українців протягом жовтня 2024 року.

### Руйнування населених пунктів прилеглих до лінії зіткнення
У населених пунктах які знаходяться біля лінії бойового зіткнення, постійно відбуваються обстріли житлової та іншої цивільної забудови (у тому числі медичних установ, навчальних закладів, комерційної забудови).
Впродовж жовтня 2024 року, обстріли відбувалися вздовж прикордонних громад Чернігівщини, Сумщини, та Харківщини, а також громад Запорізької, Дніпропетровської, Херсонської та Миколаївської областей із використанням ракет, безпілотників, мінометів, артилерії, реактивних систем залпового вогню, вогнем бронетехніки та стрілецької зброї.
Вздовж державного кордону:
- У Чернігівській області — Корюківська, Новгород-Сіверська, Семенівська, Сновська громади.
- У Сумській області — Білопільська, Великописарівська, Глухівська, Краснопільська, Миропільська, Новослобідська, Путивльська, Хотінська, Юнаківська громади.
- У Харківській області — Вільхуватська, Вовчанська, Дворічанська, Дергачівська, Золочівська, Липецька громади

Між тимчасово окупованою територією:
- У Харківській області — Борівська, Дворічанська, Ізюмська, Кіндрашівська, Куп'янська, Курилівська, Оскільська, Петропавлівська громади
- У Луганській області — Красноріченська, Лисичанська громади
- У Донецькій області — Званівська, Сіверська громади
- У Запорізькій області —
- У Херсонській області —
- У Миколаївській області —

## Перелік атак
Червоним кольором позначені атаки у яких відомо про загибель людей.
| дата і місце | дата і місце                       | тип зброї         | подробиці атаки, жертви (загиблі/поранені)                                                | подробиці атаки, жертви (загиблі/поранені) |
| ------------ | ---------------------------------- | ----------------- | ----------------------------------------------------------------------------------------- | ------------------------------------------ |
| 01/10        | Харківська обл., Куп'янськ         | БпЛА              | відбулися атаки безпілотниками цивільних авто а також зупинки громадського транспорту     | 1/2                                        |
| 01/10        | Херсон                             | артобстріл        | обстрілявно ринок та зупинку громадського транспорту в центрі Херсону                     | 6/6                                        |
| 01/10        | Запоріжжя                          | авіабомбовий удар | ударом керованої авіабомби пошкоджені багатоповерхівки та приватні будинки                | 1/21                                       |
| 02/10        | Херсонська обл., Антонівка         | БпЛА              | російські окупанти 2 жовтня атакували з дрона маршрутний автобус, загинула 69-річна жінка | 1/0                                        |
| 02/10        | Донецька обл., Краматорськ         | авіабомбовий удар | гуртожиток, промисловий об'єкт, гаражі, багатоквартирні та приватні житлові будинки       | 0/1                                        |
| 02/10        | Донецька обл., Слов'янськ          | —                 | російські окупаційні війська вранці 2 жовтня завдали удару по місту, влучивши в готель    | 0/1                                        |
| 02/10        | Одеська обл., Ізмаїльський р-н     | Shahed 136        | атака ударними безпілотниками портової та прикордонної інфраструктури                     | 0/2                                        |
| 03/10        | Харків                             | авіабомбовий удар | ударом керованих авіабомб, пошкоджена житлова багатоповерхівка                            | 0/10                                       |
| 03/10        | Дніпропетровська обл., Нікополь    | БпЛА              | пошкоджені приватний будинок, господарська споруда та газогін                             | 0/3                                        |
| 04/10        | Київ                               | Shahed 136        | уламки шахедів впали на багатоповерхівку у Дарницькому районі міста                       | —                                          |
| 06/10        | Харківська обл., Черкаська Лозова  | авіабомбовий удар | зафіксовано удар керованою авіабомбою по житловій забудові села                           | 0/3                                        |
| 06/10        | Одеса                              | Shahed 136        | в Хаджибейському районі Одеси пошкоджено житлову двоповерхівку                            | —                                          |
| 06/10        | Одеська обл., порт Південний       | ракетний удар     | росіяни завдали удару по цивільному судну Paresa під прапором Сент-Кітс і Невіс           | —                                          |
| 07/10        | Одеса                              | ракетний удар     | балістична ракета пошкодила цивільне судно під прапором Палау                             | 1/5                                        |
| 07/10        | Суми                               | Shahed 136        | пошкодження отримали 10 приватних будинків, пожежа внаслідок падіння уламків              | 0/4                                        |
| 07/10        | Київ                               | ракетний удар     | уламки ворожих ракет упали в 3 районах, пошкоджено дах багатоповерхівки і авто            | —                                          |
| 08/10        | Харків                             | авіабомбовий удар | було завдано авіаудару керованими бомбами по району житлових багатоповерхівкок            | 2/5                                        |
| 08/10        | Харків                             | авіабомбовий удар | керованою авіабомбою пошкоджене цивільне виробництво                                      | 0/11                                       |
| 08/10        | Одеська обл., Чорноморськ          | Shahed 136        | відомо про пошкодження житлових будинків та адміністративно-виробничої будівлі            | —                                          |
| 08/10        | Одеська обл., Одеський р-н         | Shahed 136        | відомо про пошкодження житлових будинків та адміністративно-виробничої будівлі            | —                                          |
| 09/10        | Херсонська обл.                    | БпЛА, артобстріл  | уражено комунальне підприємство, освітній та медичний заклади, адмінбудівлю, житло        | 1/10                                       |
| 09/10        | Одеська обл.                       | Іскандер-М        | удар по портовій інфраструктурі та цивільному судну під прапором Панами                   | 7/6                                        |
| 09/10        | Херсон                             | БпЛА              | атака безпілотником на двох цивільних у Дніпровському районі Херсона                      | 0/2                                        |
| 09/10        | Херсонська обл., Степанівка        | артобстріл        | обстріляно медико-соціальний заклад, поранено двох медсестер                              | 0/2                                        |
| 09/10        | Одеська обл., Одеський р-н         | Shahed 136        | пошкоджено скління та фасад девʼятиповерхівки                                             | 0/5                                        |
| 10/10        | Дніпропетровська обл., Кривий Ріг  | Shahed 136        | пошкоджено багатоповерховий житловий будинок і газогін                                    | 0/2                                        |
| 10/10        | Запоріжжя                          | авіабомбовий удар | влучання по двох приватних будинках, пошкоджені довколишні домоволодіння                  | 0/3                                        |
| 10/10        | Донецька обл., Дружківка           | С-300             | уражені критично важливі об’єкти інфраструктури, житлові багатоповерхівки                 | —                                          |
| 11/10        | Одеська обл., Одеський р-н         | ракетний удар     | сталося руйнування двоповерхової будівлі, де жили та працювали цивільні                   | 4/10                                       |
| 11/10        | Харківська обл., Козача Лопань     | БпЛА              | армія РФ атакувала FPV-дроном цивільний автомобіль                                        | 1/1                                        |
| 11/10        | Суми                               | С-300             | влучання у багатоповерховий житловий будинок                                              | 0/2+                                       |
| 12/10        | Херсонська обл.                    | БпЛА, артобстріл  | російські військові поцілили в медичний заклад, адмінбудівлю, стільникову вежу            | 0/4                                        |
| 12/10        | Запоріжжя                          | авіабомбовий удар | влучання по приватних житлових будинках і виробничих приміщеннях підприємства             | 0/3                                        |
| 12/10        | Херсон                             | БпЛА              | відомо про постраждалого цивільного внаслідок російської атаки дроном                     | 0/1                                        |
| 14/10        | Одеса                              | ракетний удар     | ударом по порту пошкоджено два цивільні судна під прапорами Палау та Белізу               | 1/8                                        |
| 15/10        | Миколаїв                           | С-300             | уражено інфраструктуру, ресторан, торгові павільйони, житлові будинки та авто             | 1/23                                       |
| 15/10        | Херсон                             | БпЛА, артобстріл  | відомо про обстріли житлової забудови Херсону російськими військами                       | —                                          |
| 16/10        | Київська обл.                      | Shahed 136        | внаслідок падіння уламка збитого безпілотника згорів приватний житловий будинок           | —                                          |
| 17/10        | Донецька обл., Курахівка           | артобстріл        | відомо про загиблого цивільного внаслідок російських обстрілів житлової забудови          | 1/0                                        |
| 17/10        | Херсон                             | БпЛА              | російській військові скинули вибухівку з дрона у Дніпровському районі Херсона             | 0/1                                        |
| 18/10        | Херсонська обл., Станіслав         | БпЛА              | росіяни атакували з дрона автомобіль швидкої допомоги                                     | —                                          |
| 19/10        | Черкаська обл., Уманський р-н      | Shahed 136        | не встановлено                                                                            | 1/0                                        |
| 19/10        | Сумська обл., Шостка               | Shahed 136        | влучання у складське приміщення та пожежно-рятувальний підрозділ ДСНС                     | 1/8                                        |
| 19/10        | Запоріжжя                          | авіабомбовий удар | від удару двома керованими авіаційними бомбами пошкоджені житлові будинки                 | 1/8                                        |
| 19/10        | Одеса                              | ракетний удар     | внаслідок удару однієї з ракет відбулася пожежа в житловому будинку                       | —                                          |
| 19/10        | Дніпропетровська обл., Кривий Ріг  | Іскандер-М        | подвійним ударом пошкоджені цивільні будівлі та багатоквартирні будинки                   | 0/17                                       |
| 20/10        | Сумська обл., Шалигине             | артобстріл        | російська армія з артилерії обстрілювала цивільну інфраструктуру                          | 1/0                                        |
| 20/10        | Дніпропетровська обл., Кривий Ріг  | ракетний удар     | пошкоджені готель, п’ять багатоповерхівок, об’єкт культури                                | 0/4                                        |
| 20/10        | Харків                             | авіабомбовий удар | пошкоджено 4 житлові будинки, 6 нежитлових будівель та 14 авто                            | 0/11                                       |
| 21/10        | Запоріжжя                          | ракетний удар     | дитячий садочок, гуртожитки, житлові будинки                                              | 3/16                                       |
| 21/10        | Київ                               | Shahed 136        | уламками безпілотників пошкоджено цивільну інфраструктуру                                 | —                                          |
| 21/10        | Суми                               | Shahed 136        | атаковано житловий сектор і об'єкти критичної інфраструктури обласного центру             | —                                          |
| 21/10        | Дніпропетровська обл., Кривий Ріг  | ракетний удар     | атака по цивільній інфраструктурі, пошкоджено об’єкт культури                             | —                                          |
| 22/10        | Суми                               | Shahed 136        | увечері 21 числа сталося влучання у житлові будинки та іншу цивільну інфраструктуру       | 3/1                                        |
| 22/10        | Донецька обл., Олександро-Калинове | авіабомбовий удар | влучання авіабомби у приватний житловий будинок, загинула мати та донька                  | 2/2                                        |
| 23/10        | Черкаси                            | Shahed 136        | влучання по вокзалу та житловому сектору                                                  | —                                          |
| 23/10        | Черкаська обл., Золотоніський р-н  | Shahed 136        | уламками пошкоджено дах приватного будинку                                                | —                                          |
| 23/10        | Черкаська обл., Уманський р-н      | Shahed 136        | уламками зруйнувано приватний гараж і пошкоджено декілька авто                            | —                                          |
| 24/10        | Донецька обл.                      | —                 | удари по цивільній інфраструктурі Донецької області 24 жовтня                             | 5/1                                        |
| 24/10        | Харківська обл., Куп'янськ         | артобстріл        | влучання біля місцевого ринку, пошкоджена двохповерхова торгівельна будівля та кіоски     | 0/1                                        |
| 25/10        | Херсон                             | артобстріл        | російські війська обстріляли центр Херсона                                                | 0/2                                        |
| 26/10        | Київ                               | Shahed 136        | була атакована цивільна інфраструктура, безпілотник вдарив по житловій багатоповерхівці   | 1/6                                        |
| 26/10        | Дніпро                             | ракетний удар     | пошкоджені 10+ багатоповерхівок, приватні будинки, медичний заклад                        | 5/21                                       |
| 26/10        | Суми                               | ракетний удар     | внаслідок обстрілу пошкоджено адміністративну будівлю                                     | —                                          |
| 27/10        | Херсон                             | Shahed 136        | пошкоджено чотири багатоповерхівки та приватні житлові будинки у центрі Херсону           | 2/4                                        |
| 27/10        | Харків                             | авіабомбовий удар | пошкодження цивільної інфраструктури, у тому числі приватного житлового будинку           | 0/4                                        |
| 28/10        | Дніпропетровська обл., Нікополь    | БпЛА              | пошкоджено приватні будинки, осколкові поранення отримали дві дівчинки 12 і 13 років      | 0/2                                        |
| 28/10        | Харків                             | авіабомбовий удар | влучання керованою авіабомбою у двір поряд з житловою 9-поверхівкою                       | 0/7                                        |
| 28/10        | Харківська обл., Олександрівка     | Shahed 136        | атака безпілотником на двоповерхову адміністративну будівлю в селі                        | —                                          |
| 28/10        | Харків                             | авіабомбовий удар | один з під'їздів Держпрому був пошкоджений ударом російської авіабомби                    | 0/6                                        |
| 29/10        | Дніпропетровська обл., Кривий Ріг  | Іскандер-М        | пошкоджені 11 багатоквартирних будинків, клініка, школа, адмінбудівля                     | 1/14                                       |
| 29/10        | Київ                               | Shahed 136        | уламками збитих дронів пошкоджені житлові будиники та цивільна інфраструктура             | 0/6                                        |
| 30/10        | Харків                             | авіабомбовий удар | війська РФ вдарили керованою авіабомбою по девʼятиповерхівці                              | 3/36                                       |
| 30/10        | Київ                               | Shahed 136        | внаслідок падіння уламків виникла пожежа у багатоповерхівці                               | 0/9                                        |
| 30/10        | Суми                               | ракетний удар     | ворог завдав удару ракетою невстановленого типу по приватному сектору                     | 0/2                                        |
| 30/10        | Харківська обл., Харківський р-н   | Shahed 136        | пошкоджені приватні житлові будинки у щонайменше двох населених пунктах району            | 0/4                                        |
| 31/10        | Харківська обл., Дергачі           | авіабомбовий удар | 31 жовтня ввечері росіяни вдарили КАБами по цивільному підприємству                       | 0/2                                        |